# 18 посёлок
18 посёлок — посёлок в Шатурском муниципальном районе Московской области. Входит в состав городского поселения Шатура. Население — 52 чел. (2010).

## Расположение
18 посёлок расположен в западной части Шатурского района, расстояние до МКАД порядка 122 км. Высота над уровнем моря 122 м.

## История
Один из 22 посёлков, построенных в местах торфоразработок.
В советское время посёлок находился в административном подчинении рабочему посёлку Шатурторф, с 2004 по 2006 год входил в Петровский сельский округ, в 2005 году вошёл в состав городского поселения Шатура.

## Население
| 2006 | 2010 |
| ---- | ---- |
| 26   | ↗52  |